# Ricardo Delgado (piłkarz)
Ricardo Delgado (ur. 22 lutego 1994 w Lizbonie) – luksemburski piłkarz grający na pozycji prawego obrońcy. Obecnie jest zawodnikiem F91 Dudelange.

## Kariera klubowa
Swoją karierę piłkarską Delgado rozpoczął w klubie Jeunesse Esch. W 2010 roku awansował do pierwszej drużyny. 21 maja 2011 zadebiutował w nim w pierwszej lidze luksemburskiej w przegranym 1:3 domowym meczu z CS Grevenmacher. W sezonie 2011/2012 wywalczył z Jeunesse wicemistrzostwo Luksemburga oraz grał z Jeunesse w finale Pucharu Luksemburga, przegranym 2:4 po dogrywce z F91 Dudelange. W maju 2013 zdobył ten puchar (Jeunesse wygrało wówczas 2:1 w finale z FC Differdange 03). Latem 2019 roku został zawodnikiem F91 Dudelange.
| Sezon   | Klub          | Kraj       | Rozgrywki         | Mecze | Gole |
| ------- | ------------- | ---------- | ----------------- | ----- | ---- |
| 2010/11 | Jeunesse Esch | Luksemburg | Nationaldivisioun | 1     | 0    |
| 2011/12 | Jeunesse Esch | Luksemburg | Nationaldivisioun | 15    | 0    |
| 2012/13 | Jeunesse Esch | Luksemburg | Nationaldivisioun | 9     | 1    |
| 2013/14 | Jeunesse Esch | Luksemburg | Nationaldivisioun | 18    | 0    |
| 2014/15 | Jeunesse Esch | Luksemburg | Nationaldivisioun | 20    | 1    |
| 2015/16 | Jeunesse Esch | Luksemburg | Nationaldivisioun |       |      |

## Kariera reprezentacyjna
W reprezentacji Luksemburga Delgado zadebiutował 5 września 2015 w wygranym 1:0 meczu eliminacji do Euro 2016 z Macedonią, rozegranym w Luksemburgu.